# Peter Munk
Pour les articles homonymes, voir Munk.
Peter Munk, né le 8 novembre 1927 à Budapest (Hongrie) et mort le 28 mars 2018 à Toronto (Canada), est un homme d'affaires canadien.
Il a été le président-fondateur de la compagnie minière Barrick Gold, longtemps la plus grande société aurifère au monde.

## Biographie
Adolescent, lui et sa famille échappent aux déportations massives de juifs hongrois de mai et juin 1944 en réussissant à fuir en Suisse dans le « train Kastner ». Peter Munk émigre ensuite au Canada où il sera diplômé en 1952 comme ingénieur en électricité de l'Université de Toronto.

### Clairtone
En 1958, Peter Munk se lance dans les affaires en créant Clairtone of Canada (en) avec David Gilmour, un designer de meubles, avec le soutien de Frank Sobey. La société fabrique des consoles stéréos et ensuite des téléviseurs et s'impose comme une marque de prestige. Sa console hi-fi de salon « Projet G » connaîtra un immense succès. La marque aura des clients prestigieux comme Frank Sinatra et Hugh Hefner qui seront des inconditionnels de la marque. En 1967, Clairtone connaitra des difficultés financières et Peter Munk sera forcé de s'éloigner. La marque connaîtra des problèmes de production à la suite de son installation industrielle à Nova Scotia et sera ensuite acculée à la faillite.

### Immobilier et hôtellerie
Dans les années 1970, à la suite de l'épisode Clairtone, Peter Munk part s'installer aux Fidji avec Gilmour. Les deux associés se lancent dans l'hôtellerie en créant une chaîne d'hôtels, la Southern Pacific Hotel Corporation, qui deviendra la plus grande chaîne d'hôtel d'Australasie avec plus de 54 établissements.
Le 25 mars 1978, le journal Le Monde publia un article de son correspondant au Caire, Jean-Pierre Péroncel-Hugoz, intitulé : « Promoteurs contre Pharaons. Osera-t-on construire au pied des Pyramides ? » qui décrit le projet immobilier de la Southern Pacific Properties (SPP), dirigée par Peter Munk. Sur ordre du président égyptien Anouar el-Sadate, les travaux sont suspendus. Peter Munk attaque Le Monde, pour diffamation. La justice française décide la relaxe (1979) et la confirme en appel (1980).
Peter Munk est aussi le fondateur, le Président et le CEO de Trizec Properties (précédemment TrizecHahn), un des plus gros fonds immobiliers coté sur le NYSE. En 2006, Trizecest est vendu à Brookfield Properties.
Fin 2007, il rachète avec plusieurs associés l'ancien arsenal naval de la Yougoslavie à Tivat (actuel Monténégro) dans les bouches de Kotor, le seul fjord de Méditerranée, qu'il va transformer en station balnéaire, complexe hôtelier et méga-marina capable d'accueillir les super-yachts. Porto Montenegro, construit pour rivaliser avec Cannes et Monte-Carlo serait vendu au fonds souverain de Dubai.

### Barrick Gold
En 1980, Peter Munck dispose d'environ 40 millions USD et créé Barrick Petroleum pour investir dans le secteur pétrolier, mais il réalise rapidement que les investissements dans ce secteur sont ruineux et que son capital risque d'être rapidement englouti. Après l'acquisition d'une petite entreprise, Camflo Mines, Barrick quitte le secteur pétrolier et devient du jour au lendemain une compagnie minière. American Barrick devient après de multiples transformations et acquisitions Barrick Gold. Il recrute une équipe formée des meilleurs spécialistes de la mine, qu'il motive, et ils développent pour lui les affaires au jour le jour. Il acquiert une parfaite maîtrise des instruments financiers futurs qui lui permettent d'assurer sa production et de racheter progressivement tous ses concurrents qui n'ont pas pris les mêmes précautions. En 1986, il rachète Goldstrike (Nevada) pour 62 millions de dollars, une petite mine, en exploitation depuis vingt ans, avait alors des perspectives limitées. Aujourd'hui, cette seule mine rapporte cette somme à Barrick en deux semaines. La solidité financière de Barrick lui permet d'investir dans des projets gigantesques, comme celui de Pueblo Viejo en République dominicaine. Un projet de 3 milliards de dollars.
Peter Munk envisagea un moment de fusionner avec Glencore, la société d'Ivan Glasenberg pour en faire d'un des géants mondiaux des matières premières à parité avec BHP Billiton and Rio Tinto. Mais le marché de l'or n'était pas exactement aligné avec les autres activités de Glencore et la transaction ne se fit pas.
L'acquisition d'Equinox Minerals en 2011, après une longue série d'opérations réussies de croissance externe, sera une surprise. La diversification de Barrick dans le cuivre est inattendue et le prix trop élevé de l'opération fait douter de la solvabilité de société.
Fin 2016, Barrick avait des réserves prouvées et probables de 2 milliards de tonnes (1,33 gramme d'or par tonne de minerais). Peter Munk s'est retiré de la gestion quotidienne mais reste le fondateur et Président Emeritus de Barrick Gold Corporation. Barrick, que Munk qualifie toujours de « start-up », est devenue la première société aurifère mondiale et la plus grande société canadienne par sa capitalisation.

### Autres
Peter Munk est conférencier au James Gillies Alumni Lecture (Université York) à Toronto. Il est aussi membre de plusieurs conseils d'administration et notamment : 
- Trustee du Toronto General Hospital ;
- Président de la Fondation Crown de l'université de Toronto ;
- Membre du World Gold Council.

## Activités caritatives
En 1992, il crée la Peter Munk Charitable Foundation, qui finance pour 50 millions de dollars canadiens diverses organisations travaillant au progrès de la santé, de l'enseignement ou du rayonnement de la culture canadienne.
En 1995, il établit un centre d'excellence cardiaque le Peter Munk Cardiac Centre à l'hôpital général de Toronto et finance une chaire de chirurgie cardio-vasculaire dans ce même hôpital. En 2005, Munk annonce qu'il donnera 37 millions de dollars supplémentaires. Il s'agit du plus gros don jamais reçu par une institution médicale au Canada. Sa fondation soutient le centre de cardiologie Peter Munk grâce à une série de dons qui au total représente 66 millions de dollars.

## Distinctions

### Décoration
- Compagnon de l'Ordre du Canada en 2008. Il a été officier en 1992.

### Prix
Il a reçu le Woodrow Wilson Award for Corporate Citizenship (en) en 2002, pour la première fois accordée au Canada.

### Honneur
Il est membre élu du Panthéon des personnalités canadiennes des Affaires.